# Rezydentura Polski w Gdańsku
Rezydentura Polska w Gdańsku – przedstawicielstwo władz Polski funkcjonujące, z przerwami, w latach 1524–1939.
Historycznie zmieniały się jego zadania, tytuły przedstawicieli, nazwy urzędów. Ostatnim był Komisariat Generalny Rzeczypospolitej Polskiej w Wolnym Mieście Gdańsku (1920-1939), któremu poświęcono oddzielne hasło.
W okresie unii personalnej Polski z Saksonią (1697–1763, z przerwami), rezydenci reprezentowali oba kraje.

## Rezydenci Polski w Gdańsku

### w okresieKorony Królestwa Polskiego(1454–1569)
- 1524 – Maciej Drzewicki, komisarz, biskup (1467-1535)
- 1566- – Kasper Geschkau, sekretarz królewski, opat oliwski (1520-1584)

### w okresieRzeczypospolitej, Korony Królestwa Polskiego (1569–1793)
- 1623 – Jan Wendt, komisarz
- 1623 – Piotr Nielsen, komisarz
- 1649 – Albert Probst Gorajski von Kuschnitz, komisarz
- 1649 – Albert Starost Kadziłowski von Radziejów, komisarz
- 1657-1680 – Elias Konstantin von Treven-Schroeder, sekretarz królewski w Gdańsku (1625-1680)[1]
- 1697-1700- – Johann Friedrich Bötticher, rezydent/agent
- 1699-1710 – David Schüller, agent Saksonii i Polski (-1732)[2]
- 1726-1734 – Martin von Frensdorf, rezydent (1669-1736)[3][4]
- 1735-1738 – Peter von Wast, rezydent Saksonii i Polski (1689-1754)
- 1738-1750 – Konstantin von Unruh, rezydent Saksonii i Polski (1689-1763)
- 1749-1752 – Adam Stanisław Grabowski, biskup Warmiński (1698-1766)
- 1749-1764 – Anton von Leubnitz, rezydent (1717-1796)
- 1764-1782 – Aleksy Onufry Husarzewski, komisarz (1714-1782)
- 1783-1794 – Friedrich Ernst von Hennig-Henninski, rezydent/konsul[5] (1750-1810)

### w okresieWolnego Miasta Gdańska, zależnego odCesarstwa Francuskiego(1807–1814)
- 1809-1810 – Jakob Kabrun, rezydent Saksonii i Księstwa Warszawskiego (1759-1814)
- 1810-1812 – Gustav Adolf Wilhelm von Helbig, rezydent Saksonii i Księstwa Warszawskiego (1757-1813)